# Guinerestia
Guinerestia (лат.) — род жуков-листоедов (Chrysomelidae) из трибы земляные блошки (Alticini, Galerucinae). 3 видов. Африка: ДРК (Конго), Гвинея, Нигерия, Руанда. Мелкие жуки (около 3 мм) коричневого цвета. Обладают прыгательными задними ногами с утолщёнными бёдрами. Усики 11-члениковые (3-й сегмент короче первого). Передние голени дистально увеличенные. Межглазное пространство отчётливо пунктированное. Питаются растениями.
- Guinerestia fissa (Bechyné, 1955)
- Guinerestia rubra Scherer, 1959
- Guinerestia rubripes Scherer, 1959typus